# Leiopus fallaciosus
Leiopus fallaciosus är en skalbaggsart som beskrevs av Holzschuh 1993. Leiopus fallaciosus ingår i släktet Leiopus och familjen långhorningar. Inga underarter finns listade i Catalogue of Life.